# Rallerud Station
Rallerud Station (Rallerud stoppested) var en jernbanestation på Bergensbanen, der lå ved bygden Rallerud i Ringerike kommune i Norge.
Stationen åbnede som holdeplads kun med ekspedition af passagerer og gods 23. april 1914. Den blev opgraderet til station med ekspedition af tog, passagerer og gods 1. januar 1943. Den blev nedgraderet til ubemandet trinbræt 27. maj 1962. Betjeningen med persontog ophørte 23. maj 1982, og 3. juni 1984 blev den nu tidligere station nedgraderet til læssespor.
Stationsbygningen blev opført i 1914 efter tegninger af arkitekten Harald Kaas, der også har tegnet flere andre stationsbygninger på Bergensbanen. Bygningen blev revet ned i 1981.